# Фурсиков, Дмитрий Степанович
Дмитрий Степанович Фурсиков (1893 ― 1929) ― российский и советский учёный, физиолог, доктор медицинских наук, профессор.

## Биография
Дмитрий Степанович Фурсиков родился в 1893 году в городе Борисоглебске Тамбовской губернии. Окончил борисоглебскую гимназию.
В 1913 году успешно сдал экзамены и был зачислен на естественное отделение Новороссийского университета в городе Одессе. Через год принял решение и перевёлся учиться в Военно-медицинскую академию, обучение в которой завершил в 1919 году. Будучи студентом принимал участие в работах в физиологической лаборатории И. Павлова. Под руководством и с участием Л. А. Орбели изучал механизмы нервно-мышечной передачи. Являлся участником Гражданской войны.
С 1920 года трудился ассистентом кафедры физиологии в Институте физической культуры имени П. Ф. Лесгафта. В 1922 году становится помощником заведующего физиологической лабораторией в Институте экспериментальной медицины. В 1925 году стал организатором и первым директором Института высшей нервной деятельности при Академии коммунистического воспитания в городе Москве. С 1926 года работал профессором педагогического факультета Второго Московского государственного университета, одновременно трудился заведующим физиологическим отделом Медико-биологического института.
Его научные работы в основном посвящены исследованию условных рефлексов. Он глубоко исследовал и изучил процессы взаимной индукции в коре головного мозга, а также влияние беременности на условные рефлексы. Он первый учёный, который стал проводить опыты по изучению условных рефлексов на обезьянах. В последние годы научной жизни он занимался исследованием сложных безусловных рефлексов и эмоций.
В 1923 году он принял участие в организации в Пятигорске, а в 1925 году в Железноводске лаборатории по изучению влияния минеральных вод на процессы пищеварения.
В 1926 году заболел туберкулёзом. Умер 8 августа 1929 года в Ялте.

## Научная деятельность
Труды, монографии:
- Фурсиков Д. С. О цепных условных рефлексах, Русский физиологический журнал, т. 4, в. 1-6, с. 257, 1921;
- Фурсиков Д. С. Влияние беременности на условные рефлексы, Русский физиологический журнал, т. 3, в. 1-5, с. 8;
- Фурсиков Д. С. Явление взаимной индукции в коре головного мозга, Арх. биол. наук, т. 23, в. 1-3, с. 195, 1923;
- Фурсиков Д. С. О соотношении процессов возбуждения и торможения, Труды физиологических лабораторий академика И. П. Павлова, т. 1, в. 1, с. 3, Л., 1924;
- Фурсиков Д. С. Юрман М. Н. Значение коры головного мозга при образовании условных рефлексов, Медико-биологический журнал, в. 1-2, с. 117, 1925.